# Coronation March (Bax)

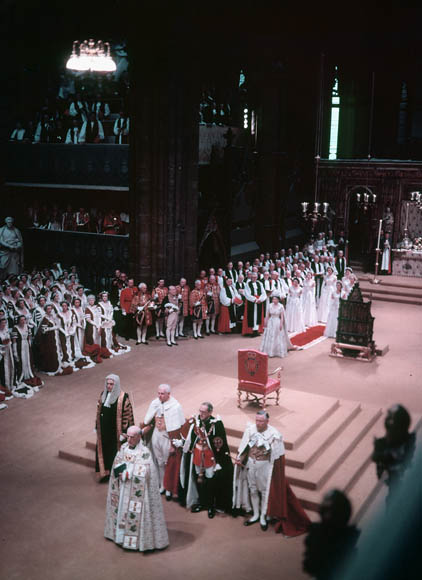
De kroning van koningin Elizabeth II

De Coronation March uit 1952 is een compositie van Arnold Bax. Bax was toen net Master of the Queen's Music af.
Het was de laatste orkestcompositie van Bax en zijn op een na laatste werk, voordat hij definitief met componeren ophield. Het werk is vermoedelijk geschreven tussen 7 augustus en 8 november 1952, aldus Parlett. Het ging echter niet zonder slag of stoot. Deze kroningsmars werd geschreven voor de kroning tot koningin van Elizabeth II van het Verenigd Koninkrijk in Westminster Abbey op 2 juni 1953. Bax werd weliswaar gevraagd een werk te leveren, maar dat moest wel gecontroleerd worden door organist van de Abbey. Bax zag daar niet tegen op, maar wel tegen het opnieuw oppakken van componeren. In 1950 en 1951 had hij eigenlijk de pen al neergelegd. Af en toe kreeg hij nog wel wat op papier, maar ook 1952 liet geen nieuw werk zien. Ook de Coronation March is niet totaal nieuw. Bax hergebruikte de Vicoria March uit zijn filmmuziek voor Malta G.C. voor het trio en schreef er nieuwe muziek omheen. Hij voelde zich niet erg zeker. Hij schreef aan vriendin en pianist May Harrison dat het waarschijnlijk slechtste werk zou worden, maar dat het hem gezien zijn leeftijd niet meer uitmaakte als er schade aan zijn reputatie werd toegebracht. Later werd hij er tevredener over (hij vond het gebalanceerd). Toch bogen later nog de organist, dirigent van dienst Adrian Boult en Eugene Cruft (van het kroningscomité) zich erover. Vooral die laatste had namens het comité opmerkingen die Bax lieten zuchten. Hij hoorde een tijdje niets, totdat dirigent Malcolm Sargent hem raadpleegde voor een plaatopname. Bax verbaasde zich erover dat die plaatopname zou plaatsvinden voordat de kroning er was, maar was uiteindelijk wel tevreden over die opname. Niet veel later vonden de repetities met het speciaal daartoe samengesteld symfonieorkest plaats onder leiding van Boult. Bax was weer ontevreden, Boult speelde het veel te snel, Bax deed weer zijn beklag bij Harrison. Bax ging zelf niet naar de ceremonie, hij zat met vriendin Harriet Cohen bij de radio en tot zijn verbijstering werd zijn mars buiten de uitzending gehouden. Vier maanden later stierf de componist op 3 oktober.
Die opname van 29 april 1953 van het London Symphony Orchestra onder leiding van Sargent in Kingsway Hall voor Decca Records is eigenlijk ook de enige opname van het werk. Zij werd iedere keer van stal gehaald als men weer tot uitgifte wilde komen, zoals Naxos. Er verscheen voorts een bewerking voor harmonieorkest op compact disc.
De orkestratie volgens Parlett:
- 3 dwarsfluiten (III ook piccolo), 2 hobo’s, 2 klarinetten, 2 fagotten
- 4 hoorns, 3 trompetten, 3 trombones, 1 tuba
- pauken, 3 man/vrouw percussie
- violen, altviolen, celli, contrabassen